# Верхняя Сергиевская
Ве́рхняя Се́ргиевская — деревня в Красноборском районе Архангельской области.

## География
Деревня располагается на севере Красноборского района Архангельской области. Верхняя Сергиевская удалена от реки Северная Двина на 4 км. По деревне проходит автодорога Архангельск — Котлас. Расстояние до села Черевково равно 11 км, до Красноборска — 36 км, до Котласа — 96 км, до Архангельска — 504 км. Практически срослась с деревней Андреевская.

## Административное положение
Является деревней, подчинена Черевковскому сельскому поселению Красноборского района.

## Демография
Население деревни по данным на 2009 г. составляет 104 человека, в том числе 24 пенсионера и 22 несовершеннолетних ребёнка. Население деревни вместе с Андреевской составляет 231 человек.

## Транспорт
Автобусное сообщение с Черевково, Красноборском, Котласом и Архангельском.
Автобусы:
- Черевково — Красноборск — Черевково (остановка в Верхней Сергиевской)
- Архангельск — Котлас — Архангельск (остановка в Верхней Сергиевской)
- Северодвинск — Котлас — Северодвинск (остановка в Верхней Сергиевской)
- Архангельск — Великий Устюг — Архангельск (остановка в Верхней Сергиевской)